# ميسيل غارسيا دي خيسوس
ميسيل غارسيا دي خيسوس هو سياسي أمريكي، ولد في 9 أكتوبر 1916 في Yabucoa, Puerto Rico ‏ في الولايات المتحدة، وتوفي في 5 أبريل 2010. نشط حزبياً في الحزب التقدمي الجديد.